# Apogonia montana
Apogonia montana är en skalbaggsart som beskrevs av Moser 1915. Apogonia montana ingår i släktet Apogonia och familjen Melolonthidae. Inga underarter finns listade i Catalogue of Life.